# 山﨑一渉
山﨑 一渉（やまざき いぶ, 2003年7月10日 - ）は、千葉県松戸市出身のバスケットボール選手。NCAAのラドフォード大学でプレーしている。ポジションはスモールフォワード。父親がギニア人、母親が日本人。

## 経歴

### ハイスクール
松戸市立第一中学校では千葉ジェッツのユースチームに所属した。八村塁に憧れ、仙台大学附属明成高等学校に進学した。
2年時の2020年のウインターカップでは決勝まで勝ち進み、東山と対戦。同点で迎えた第4Qの残り5秒の場面にて劇的な決勝シュートを成功させ、優勝を果たした。
連覇を目指し翌2021年のウインターカップにも出場したが、準決勝で福岡大学附属大濠に敗れた。

### カレッジ
2022年5月18日に、NCAAのラドフォード大学へ進学することを発表した。1年目の2022-23シーズンでは、33試合で平均8.8分に出場し、2.2得点・1.2リバウンドなどを記録した。
2023年7月25日の練習中にリングへアタックしようと踏み込んだ際に右膝の前十字靭帯断裂、内側側副靭帯損傷、半月板損傷の重傷を負い、2023-24シーズンはレッドシャツ扱いとなった。

## 代表歴
中学時代の2018年にU16代表メンバーとして、チェコで開催された「クリスタル・ボヘミアカップ」大会に出場し優勝した。
2021年夏に2021年FIBA U19バスケットボール・ワールドカップに出場し、チーム1位で全体12位の平均14.6得点を記録。3ポイントシュート成功率は43.9パーセントで全体3位にランクインした。

## 脚註
1. ↑  “身長も技術も伸び盛り、高校生になる山﨑一渉「身長だけの選手と呼ばれたくない」”.   basket-count.com/ (2019年3月21日). 2021年12月24日閲覧。
2. ↑  “インターハイ男子注目選手(5)山﨑一渉（仙台大学附属明成）「世界を経験して成長した明成のエース”.   basketballking.jp (2021- エラー: 日付が正しく記入されていません。（説明）). 2021年12月24日閲覧。
3. ↑  “◆男子は仙台大明成が優勝候補筆頭！激戦ブロックも”.   Msn.com (2021年12月23日). 2021年12月24日閲覧。
4. ↑  co.,Ltd, FromOne. “岩下が9本の3ポイントを含む38得点！ 福大大濠が仙台大明成を下し決勝へ／ウインターカップ男子準決勝”. バスケットボールキング. 2022年11月16日閲覧。
5. ↑  co.,Ltd, FromOne. “山﨑一渉がNCAA1部ラドフォード大への進学を発表…菅野ブルースはアメリカの短大へ”. バスケットボールキング. 2022年11月16日閲覧。
6. ↑  “キャリア最大のケガを負うも前を向く、NCAA1部ラドフォード大の山﨑一渉「ここで心が折れていたら久夫先生に恩返しができない」”. バスケット・カウント.  マイネット (2023年8月9日). 2023年8月9日閲覧。
7. ↑  “男子U16日本代表チームがチェコ共和国へ遠征し、“クリスタル・ボヘミアカップ”に出場” (2018年12月22日). 2021年12月24日閲覧。
8. ↑  “【ウインターカップ2021注目選手】山﨑一渉（仙台大学附属明成）「高校ナンバー1オールラウンダーとして導く日本一への誓い」”.   Yahoo.co.jp (2021年12月9日). 2021年12月24日閲覧。